# Domus de Maria
Domus de Maria (sardisk: Dòmus de Marìa) er en by og en kommune (comune) i provinsen Sud Sardegna i regionen Sardinien i Italien. Byen ligger i 66 meters højde og har 1.656 indbyggere (2016). Kommunen har et areal på 97,14 km² og grænser til kommunerne Pula, Teulada og Santadi.